# Belmonte Piceno
Belmonte Piceno là một đô thị ở tỉnh Ascoli Piceno ở vùng Marche, khoảng 60 km về phía nam của Ancona và khoảng 30 km về phía bắc của Ascoli Piceno. Tại thời điểm ngày 31 tháng 12 năm 2004, đô thị này có dân số 640 người và diện tích 10,6 km².
Đô thị Belmonte Piceno bao gồm các frazioni (các đơn vị trực thuộc, chủ yếu là thôn làng) Castellarso Ete, Castellarso Tenna, Colle Etevà Colle Tenna.
Belmonte Piceno giáp các đô thị: Falerone, Fermo, Grottazzolina, Monsampietro Morico, Montegiorgio, Monteleone di Fermo, Montottone, Servigliano.